# Przychodzę, by wam służyć
Przychodzę, by wam służyć – polski film dokumentalny, będący zapisem pielgrzymki Jana Pawła II do Polski w 1997 roku.

## Obsada
- Przemysław Nikiel jako lektor
- Jan Paweł II (materiały archiwalne)